# 民族議程黨
民族議程黨是亞美尼亞的一個政黨，成立於2018年12月24日。民族議程黨的總部設立於亞美尼亞首都葉里溫。該黨的政治立場屬於中間偏右。

## 歷史
民族議程黨沒有參加2018年議會選舉。
2020年11月9日，民族議程黨與“國土拯救運動”的其他成員簽署了一份聯合聲明，呼籲亞美尼亞總理尼科爾·帕希尼揚在2020—2021年亞美尼亞示威期間辭職。
民族議程黨參加2021年亞美尼亞議會選舉。選舉後，該黨僅獲得了0.06%的選票，未能在亞美尼亞國民議會中獲得任何席位。該黨目前作為亞美尼亞國民議會外的反對黨而存在。

## 意識形態
民族議程黨主張亞美尼亞應和阿爾察赫共和國統一，以此作為纳戈尔诺-卡拉巴赫冲突的長期解決方案。
在2018年5月的一次採訪中，民族議程黨領導人阿維蒂克·卡拉比安表示，民族議程黨反對專制，要加強亞美尼亞的民主和言論自由，支持農村發展，增加軍事預算，鼓勵婦女在亞美尼亞政治中擔任更重要的職位。